# Millau
Millau dél-franciaországi kisváros a Francia-középhegységben, a Tarn és a Dourbie folyók találkozásánál.Franciaország kulturális és történelmi városa címet viseli.

## Népesség
| Lakosok száma | 22 595 | 21 695 | 21 788 | 22 133 | 22 205 | 22 234 | 22 109 | 21 979 | 21 482 | 21 859 |
|               | 1968   | 1982   | 1990   | 2006   | 2013   | 2015   | 2017   | 2019   | 2020   | 2022   |

## Testvérvárosok
- Bad Salzuflen, Németország
- Bridlington, Egyesült Királyság
- Sagonte, Spanyolország
- Louga, Szenegál

## Képek

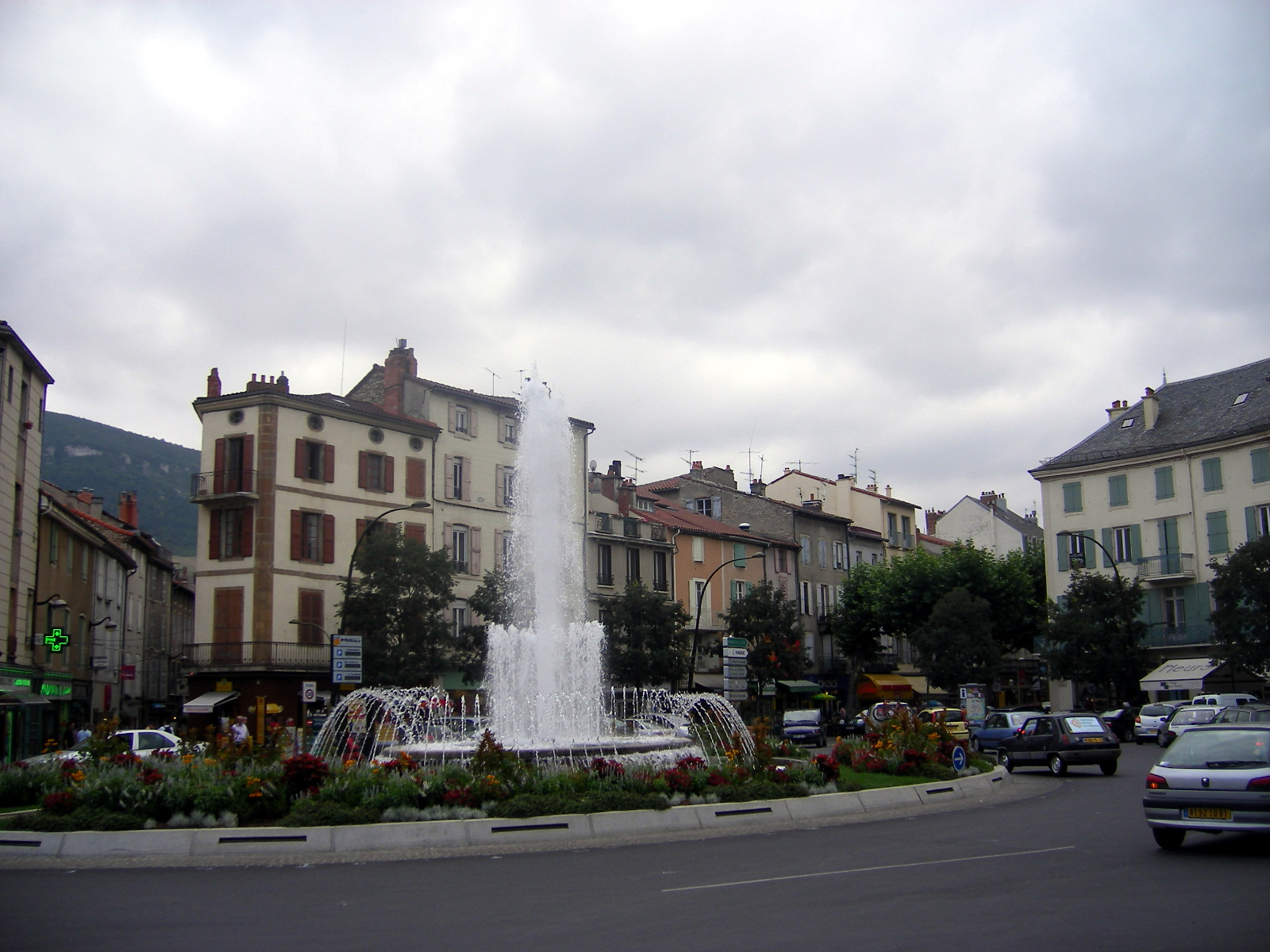
Millau központja, a Place du Mandarous
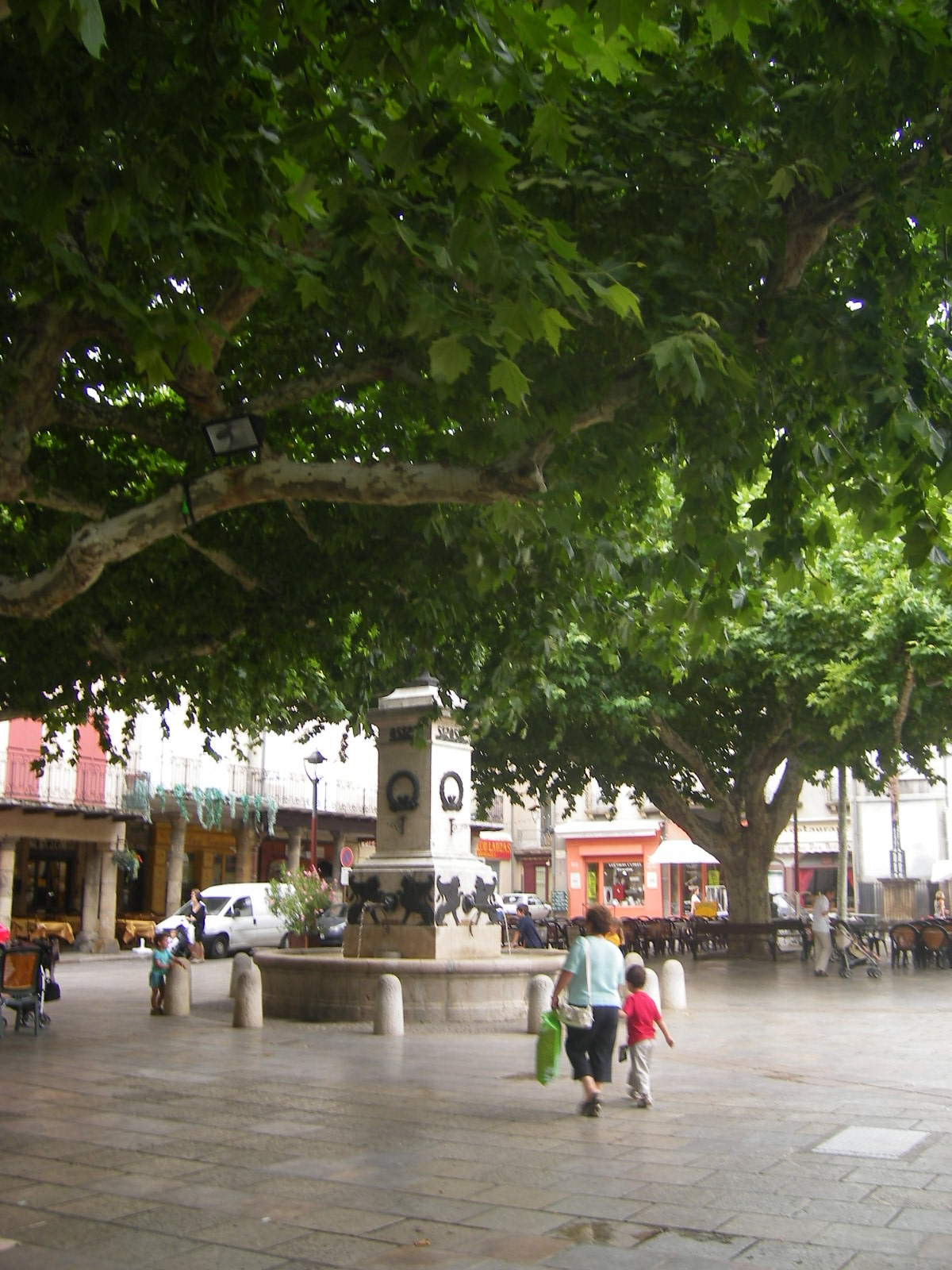
Utcarészlet
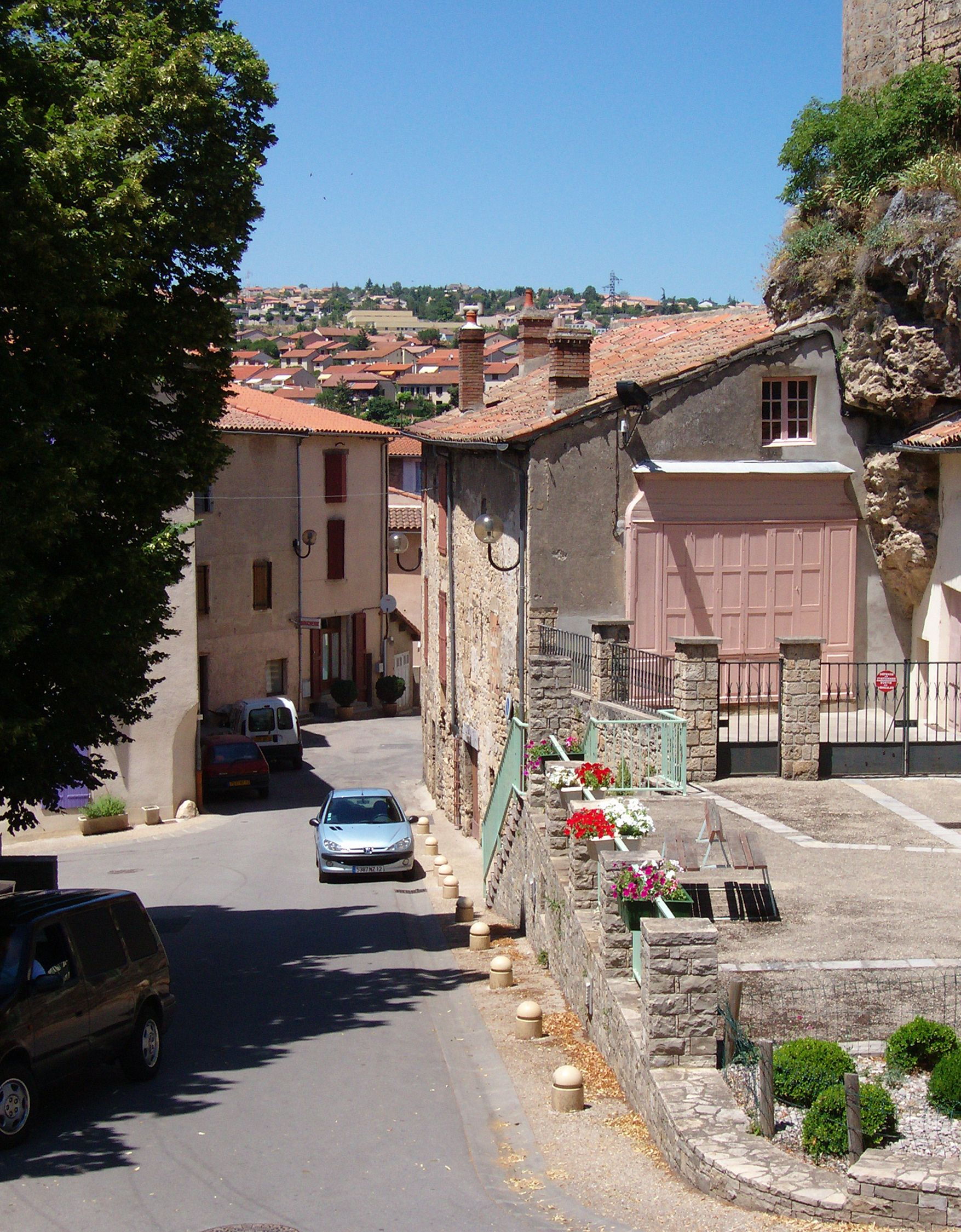
Utcarészlet
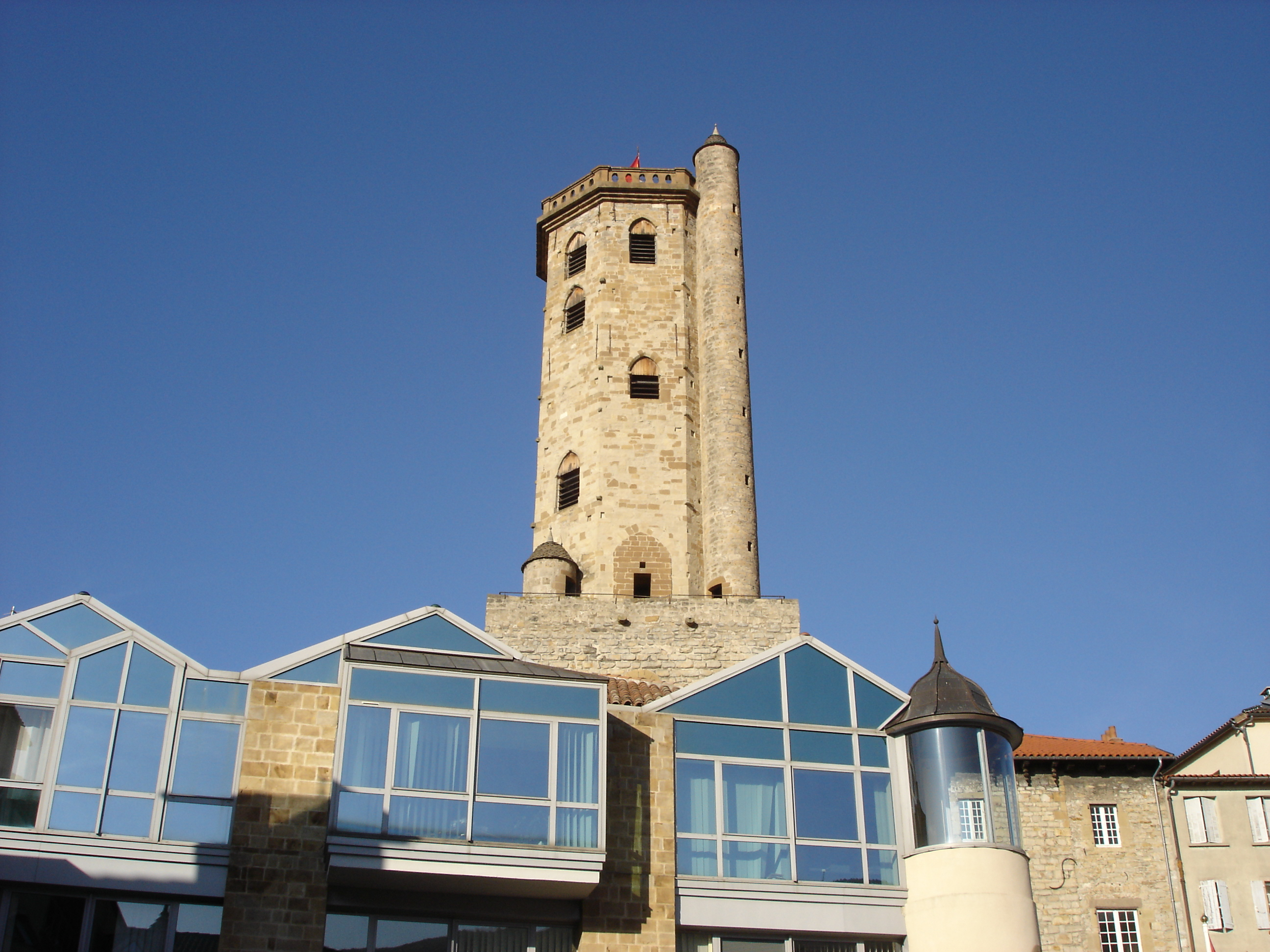
A Notre Dame de l'Espinasse templom

## Kapcsolódó szócikk
- Millau-i völgyhíd